# يان زايدل
يان زايدل (من مواليد 10 أكتوبر 1984)، هو حكم كرة قدم ألماني.
يعيش يان زايدل في أوبيركرامر. وهو حكم الاتحاد الألماني لكرة القدم لصالح Grün-Weiß Brieselang. أدار مباريات في الدوري الإقليمي الشمالي منذ موسم 2008-09

## المباريات المدارة
وأدار مباريات الدرجة الثالثة من موسم 2009-10 حتى موسم 2011-12. وتخصص لاحقاً كحكم مساعد.
بصفته مساعداً، شارك سايدل في مباريات الدوري الألماني الثاني البوندسليجا منذ موسم 2009-10، ومباريات البوندسليجا منذ موسم 2012-13.
منذ موسم 2016-17، كان مساعداً في الدوري الأوروبي، ومنذ موسم 2017-18، أصبح مساعداً في دوري أبطال أوروبا.

## ترشيحه لفريق التحكيم
1. في أبريل 2021، تم ترشيحه مع رافائيل فولتين ليكونا جزءاً من فريق تحكيم دانيال سيبرت لبطولة أمم أوروبا 2020 يونيو ويوليو 2021.[1]
2. في مايو 2022، تم ترشيحه مرةً أخرى مع رافائيل فولتين ليكونا جزءاً من فريق تحكيم دانيال سيبرت لكأس العالم لكرة القدم 2022 في نوفمبر وديسمبر 2022.[2]
3. في مايو 2022، تم ترشيحه مرةً أخرى مع رافائيل فولتين ليكونا جزءاً من فريق تحكيم دانيال سيبرت لكأس العالم لكرة القدم 2022 في نوفمبر وديسمبر 2022.[3]